# Fiona Ristl
Fiona Ristl (* 1991 in Linz) ist eine  österreichische Schauspielerin.

## Leben
Fiona Ristl begann ihre künstlerische Laufbahn als Eiskunstläuferin. Sie schloss ihr Schauspielstudium u. a. bei den Dozierenden Elfriede Ott, Peter Gruber, Nina C. Gabriel und Brigitte Karner 2017 in Wien ab. Zusätzlich absolvierte sie die Studien Publizistik- und Kommunikationswissenschaften sowie Theater-Film und Medienwissenschaft an der Universität Wien.
Bereits während ihres Studiums wirkte Ristl in Theaterproduktionen mit und spielte u. a. im Stadttheater Mödling, OFF Theater Wien und im Theater Spielraum. Danach war sie an der Landesbühne in Niedersachsen engagiert.
Seit 2021 ist sie am Theater in der Josefstadt.
Sie ist mit dem österreichischen Historiker Ernst Bruckmüller verwandt. Ihr Großvater war der Kajakfahrer und Vizeweltmeister 1948 in London Alfred Umgeher. 